# Saint-Juire-Champgillon
Saint-Juire-Champgillon – miejscowość i gmina we Francji, w regionie Kraj Loary, w departamencie Wandea.
Według danych na rok 1990 gminę zamieszkiwało 436 osób, a gęstość zaludnienia wynosiła 21 osób/km² (wśród 1504 gmin Kraju Loary Saint-Juire-Champgillon plasuje się na 879. miejscu pod względem liczby ludności, natomiast pod względem powierzchni na miejscu 526.).